# Développement en éléments simples en analyse complexe
En analyse complexe, un développement en éléments simples est une façon d'écrire une fonction méromorphe {\displaystyle f(z)} comme la somme d'une série de fonctions rationnelles et de polynômes. Quand {\displaystyle f(z)} est une fonction rationnelle, cela se ramène à la décomposition en éléments simples classique.

## Motivation
En utilisant la division polynomiale et la technique des éléments simples de l'algèbre, toute fonction rationnelle peut être écrite comme une somme de termes de la forme {\textstyle {\frac {1}{(az+b)^{k}}}+p(z)}, où {\displaystyle a} et {\displaystyle b} sont complexes, {\displaystyle k} est un entier, et {\displaystyle p(z)} est un polynôme. Tout comme la factorisation polynomiale peut être généralisée au théorème de factorisation de Weierstrass, il existe une analogie avec les développements de fractions partielles pour certaines fonctions méromorphes.
Une fonction rationnelle appropriée (celle pour laquelle le degré du dénominateur est supérieur au degré du numérateur) a un développement en éléments simples sans termes polynomiaux. De même, une fonction méromorphe {\displaystyle f(z)} Pour qui {\displaystyle |f(z)|} va à 0 comme {\displaystyle z} va à l'infini au moins aussi vite que {\textstyle \left|{\frac {1}{z}}\right|} a un développement sans terme polynomial.

## Calcul
Soit {\displaystyle f(z)} une fonction méromorphe dans le plan complexe fini avec des pôles en {\displaystyle \lambda _{1},\lambda _{2},...} et soit {\displaystyle (\Gamma _{1},\Gamma _{2},...)} une suite de courbes fermées simples telle que :
- L'origine se trouve à l'intérieur de chaque courbe {\displaystyle \Gamma _{k}}
- Aucune courbe ne passe par un pôle de {\displaystyle f}
- {\displaystyle \Gamma _{k}} se trouve à l'intérieur de {\displaystyle \Gamma _{k+1}} pour tout {\displaystyle k}
- {\displaystyle \lim _{k\rightarrow \infty }d(\Gamma _{k})=\infty }, où {\displaystyle d(\Gamma _{k})} donne la distance de la courbe à l'origine
- une condition supplémentaire de compatibilité avec les pôles {\displaystyle \lambda _{k}}, décrite plus bas

On suppose aussi qu'il existe un entier {\displaystyle p} tel que
{\displaystyle \lim _{k\rightarrow +\infty }\oint _{\Gamma _{k}}\left|{\frac {f(z)}{z^{p+1}}}\right||dz|<+\infty }
En écrivant {\displaystyle \operatorname {PP} (f(z);z=\lambda _{k})} pour la partie principale (en) du développement en série de Laurent de {\displaystyle f} au point {\displaystyle \lambda _{k}}, on a
{\displaystyle f(z)=\sum _{k=0}^{+\infty }\operatorname {PP} (f(z);z=\lambda _{k}),}
si {\displaystyle p=-1} . Si {\displaystyle p>-1}, alors
{\displaystyle f(z)=\sum _{k=0}^{\infty }(\operatorname {PP} (f(z);z=\lambda _{k})+c_{0,k}+c_{1,k}z+\cdots +c_{p,k}z^{p}),}
où les coefficients {\displaystyle c_{j,k}} sont donnés par un calcul de résidu
{\displaystyle c_{j,k}=\operatorname {Res} _{z=\lambda _{k}}{\frac {f(z)}{z^{j+1}}}}
{\displaystyle \lambda _{0}} doit être mis à 0, car même si {\displaystyle f(z)} elle-même n'a pas de pôle en 0, les résidus de {\textstyle {\frac {f(z)}{z^{j+1}}}} en {\displaystyle z=0} doivent toujours être inclus dans la somme.
A noter que dans le cas de {\displaystyle \lambda _{0}=0}, on peut utiliser le développement de Laurent de {\displaystyle f(z)} à l'origine pour obtenir
{\displaystyle f(z)={\frac {a_{-m}}{z^{m}}}+{\frac {a_{-m+1}}{z^{m-1}}}+\cdots +a_{0}+a_{1}z+\cdots }
{\displaystyle c_{j,k}=\operatorname {Res} _{z=0}\left({\frac {a_{-m}}{z^{m+j+1}}}+{\frac {a_{-m+1}}{z^{m+j}}}+\cdots +{\frac {a_{j}}{z}}+\cdots \right)=a_{j},}
{\displaystyle \sum _{j=0}^{p}c_{j,k}z^{j}=a_{0}+a_{1}z+\cdots +a_{p}z^{p}}
de sorte que les termes polynomiaux apportés soient exactement la partie régulière (en) de la série de Laurent jusqu'à {\displaystyle z^{p}} .
Pour les autres pôles {\displaystyle \lambda _{k}} pour {\displaystyle k\geq 1}, les {\textstyle {\frac {1}{z^{j+1}}}} peuvent être retirés des calculs de résidus :
{\displaystyle c_{j,k}={\frac {1}{\lambda _{k}^{j+1}}}\operatorname {Res} _{z=\lambda _{k}}f(z)}
{\displaystyle \sum _{j=0}^{p}c_{j,k}z^{j}=[\operatorname {Res} _{z=\lambda _{k}}f(z)]\sum _{j=0}^{p}{\frac {1}{\lambda _{k}^{j+1}}}z^{j}}
- Pour éviter les problèmes de convergence, les pôles doivent être ordonnés de sorte que si {\displaystyle \lambda _{k}} est à l'intérieur de {\displaystyle \Gamma _{n}}, alors {\displaystyle \lambda _{j}} est aussi à l'intérieur de {\displaystyle \Gamma _{n}} pour tous {\displaystyle j<k} .

## Exemple
Les fonctions méromorphes les plus simples avec un nombre infini de pôles sont les fonctions trigonométriques non entières. Par exemple, {\displaystyle \tan(z)} est méromorphe avec des pôles en {\textstyle (n+{\frac {1}{2}})\pi }, {\displaystyle n=0,\pm 1,\pm 2,...} Les contours {\displaystyle \Gamma _{k}} seront des carrés avec des sommets en {\displaystyle \pm \pi k\pm \pi k\mathrm {i} } parcourus dans le sens inverse des aiguilles d'une montre, pour {\displaystyle k>1}, dont on voit facilement qu'elles satisfont aux conditions nécessaires.
Sur les côtés horizontaux de {\displaystyle \Gamma _{k}} ,
{\displaystyle z=t\pm \pi k\mathrm {i} ,\ \ t\in [-\pi k,\pi k],}
donc
{\displaystyle |\tan(z)|^{2}=\left|{\frac {\sin(t)\cosh(\pi k)\pm \mathrm {i} \cos(t)\sinh(\pi k)}{\cos(t)\cosh(\pi k)\pm \mathrm {i} \sin(t)\sinh(\pi k)}}\right|^{2}}
{\displaystyle |\tan(z)|^{2}={\frac {\sin ^{2}(t)\cosh ^{2}(\pi k)+\cos ^{2}(t)\sinh ^{2}(\pi k)}{\cos ^{2}(t)\cosh ^{2}(\pi k)+\sin ^{2}(t)\sinh ^{2}(\pi k)}}}
Comme on a {\displaystyle \sinh(x)<\cosh(x)} pour tout {\displaystyle x} réel, on peut majorer par :
{\displaystyle |\tan(z)|^{2}<{\frac {\cosh ^{2}(\pi k)(\sin ^{2}(t)+\cos ^{2}(t))}{\sinh ^{2}(\pi k)(\cos ^{2}(t)+\sin ^{2}(t))}}=\coth ^{2}(\pi k)}
Pour {\displaystyle x>0}, {\displaystyle \coth(x)} est continue, décroissante et minorée par 1, il s'ensuit donc que sur les côtés horizontaux de {\displaystyle \Gamma _{k}}, {\displaystyle |\tan(z)|<\coth(\pi )} . De même, on peut montrer que {\displaystyle |\tan(z)|<1} sur les côtés verticaux de {\displaystyle \Gamma _{k}} .
Avec ce lien sur {\displaystyle |\tan(z)|} on peut montrer que
{\displaystyle \oint _{\Gamma _{k}}\left|{\frac {\tan(z)}{z}}\right|dz\leq \lambda (\Gamma _{k})\max _{z\in \Gamma _{k}}\left|{\frac {\tan(z)}{z}}\right|<8k\pi {\frac {\coth(\pi )}{k\pi }}=8\coth(\pi )<+\infty .}
C'est-à-dire que le maximum de {\textstyle |{\frac {1}{z}}|} sur {\displaystyle \Gamma _{k}} se produit au minimum de {\displaystyle |z|}, lequel est {\displaystyle k\pi } .
Donc {\displaystyle p=0}, et le développement en éléments simples de {\displaystyle \tan(z)} ressemble à
{\displaystyle \tan(z)=\sum _{k=0}^{\infty }\left(\operatorname {PP} (\tan(z);z=\lambda _{k})+\operatorname {Res} _{z=\lambda _{k}}{\frac {\tan(z)}{z}}\right).}
Les parties principales et les résidus sont assez faciles à calculer, car tous les pôles de {\displaystyle \tan(z)} sont simples et ont un résidu de -1 :
{\displaystyle \operatorname {PP} \left(\tan(z);z=(n+{\tfrac {1}{2}})\pi \right)={\frac {-1}{z-(n+{\tfrac {1}{2}})\pi }}}
{\displaystyle \operatorname {Res} _{z=(n+{\tfrac {1}{2}})\pi }{\frac {\tan(z)}{z}}={\frac {-1}{(n+{\tfrac {1}{2}})\pi }}}
Nous pouvons ignorer {\displaystyle \lambda _{0}=0}, puisque les deux fonctions {\displaystyle \tan(z)} et {\textstyle {\frac {\tan(z)}{z}}} sont analytiques à 0, donc il n'y a pas de contribution à la somme, et en ordonnant les pôles {\displaystyle \lambda _{k}} de sorte que {\textstyle \lambda _{1}={\frac {\pi }{2}},\lambda _{2}={\frac {-\pi }{2}},\lambda _{3}={\frac {3\pi }{2}}}, etc., on obtient 
{\displaystyle \tan(z)=\sum _{k=0}^{\infty }\left[\left({\frac {-1}{z-(k+{\frac {1}{2}})\pi }}-{\frac {1}{(k+{\frac {1}{2}})\pi }}\right)+\left({\frac {-1}{z+(k+{\frac {1}{2}})\pi }}+{\frac {1}{(k+{\frac {1}{2}})\pi }}\right)\right]}
{\displaystyle \tan(z)=\sum _{k=0}^{\infty }{\frac {-2z}{z^{2}-(k+{\frac {1}{2}})^{2}\pi ^{2}}}}

## Applications

### Produits infinis
Parce que le développement en éléments simples donne souvent des sommes de termes de la forme {\textstyle {\frac {1}{a+bz}}}, cela peut être utile pour trouver un moyen d'écrire une fonction sous la forme d'un produit infini ; l'intégration des deux côtés donne une somme de logarithmes, et l'exponentiation donne le produit souhaité :
{\displaystyle \tan(z)=-\sum _{k=0}^{\infty }\left({\frac {1}{z-(k+{\frac {1}{2}})\pi }}+{\frac {1}{z+(k+{\frac {1}{2}})\pi }}\right)}
{\displaystyle \int _{0}^{z}\tan(w)\mathrm {d} w=\ln \sec z}
{\displaystyle \int _{0}^{z}{\frac {1}{w\pm (k+{\frac {1}{2}})\pi }}\mathrm {d} w=\ln \left(1\pm {\frac {z}{(k+{\tfrac {1}{2}})\pi }}\right)}
En appliquant les propriétés du logarithme,
{\displaystyle \ln \sec z=-\sum _{k=0}^{\infty }\left(\ln \left(1-{\frac {z}{(k+{\tfrac {1}{2}})\pi }}\right)+\ln \left(1+{\frac {z}{(k+{\tfrac {1}{2}})\pi }}\right)\right)}
{\displaystyle \ln \cos z=\sum _{k=0}^{\infty }\ln \left(1-{\frac {z^{2}}{(k+{\tfrac {1}{2}})^{2}\pi ^{2}}}\right),}
ce qui donne finalement
{\displaystyle \cos z=\prod _{k=0}^{\infty }\left(1-{\frac {z^{2}}{(k+{\frac {1}{2}})^{2}\pi ^{2}}}\right).}

### Série de Laurent
Le développement en éléments simples d'une fonction peut également être utilisé pour trouver sa série de Laurent en remplaçant simplement les fonctions rationnelles de la somme par leur série de Laurent, qui ne sont souvent pas difficiles à écrire sous forme fermée. Cela peut également conduire à établir des identités si une série de Laurent est déjà connue.
On rappelle que
{\displaystyle \tan(z)=\sum _{k=0}^{+\infty }{\frac {-2z}{z^{2}-(k+{\tfrac {1}{2}})^{2}\pi ^{2}}}=\sum _{k=0}^{+\infty }{\frac {-8z}{4z^{2}-(2k+1)^{2}\pi ^{2}}}.}
On peut étendre la somme à l'aide d'une série géométrique :
{\displaystyle {\frac {-8z}{4z^{2}-(2k+1)^{2}\pi ^{2}}}={\frac {8z}{(2k+1)^{2}\pi ^{2}}}{\frac {1}{1-\left({\frac {2z}{(2k+1)\pi }}\right)^{2}}}={\frac {8}{(2k+1)^{2}\pi ^{2}}}\sum _{n=0}^{\infty }{\frac {2^{2n}}{(2k+1)^{2n}\pi ^{2n}}}z^{2n+1}.}
En substituant à nouveau,
{\displaystyle \tan(z)=2\sum _{k=0}^{\infty }\sum _{n=0}^{\infty }{\frac {2^{2n+2}}{(2k+1)^{2n+2}\pi ^{2n+2}}}z^{2n+1}=2\sum _{k=0}^{\infty }\sum _{n=1}^{\infty }{\frac {2^{2n}}{(2k+1)^{2n}\pi ^{2n}}}z^{2n-1}}
ce qui montre que les coefficients {\displaystyle a_{n}} dans la série de Laurent de {\displaystyle \tan(z)} en {\displaystyle z=0} sont
{\displaystyle a_{2n-1}={\frac {T_{n}}{(2n-1)!}}={\frac {2^{2n+1}}{\pi ^{2n}}}\sum _{k=0}^{\infty }{\frac {1}{(2k+1)^{2n}}}}
{\displaystyle a_{2n}=0,}
où {\displaystyle T_{n}} sont les nombres tangents (suite A000182 de l'OEIS).
Inversement, on peut comparer cette formule au développement de Taylor pour {\displaystyle \tan(z)} en {\displaystyle z=0} pour calculer les séries :
{\displaystyle \tan(z)=z+{\frac {1}{3}}z^{3}+{\frac {2}{15}}z^{5}+\cdots }
{\displaystyle n=0:\ \sum _{k=0}^{\infty }{\frac {1}{(2k+1)^{2}}}={\frac {\pi ^{2}}{2^{3}}}={\frac {\pi ^{2}}{8}}}
{\displaystyle n=1:\ \sum _{k=0}^{\infty }{\frac {1}{(2k+1)^{4}}}={\frac {1}{3}}{\frac {\pi ^{4}}{2^{5}}}={\frac {\pi ^{4}}{96}}}...
{\displaystyle \sum _{k=0}^{\infty }{\frac {1}{(2k+1)^{2n}}}={\frac {\pi ^{2n}}{2^{2n+1}(2n-1)!}}T_{n}}.